# Maria Aurèlia Capmany
Maria Aurelia Capmany i Farnés, née à Barcelone le 3 août 1918 et morte le 2 octobre 1991, est une romancière, dramaturge et essayiste espagnole, de culture catalane. Elle est une militante féministe et anti-franquiste.

## Biographie
Née dans une famille intellectuelle, Capmany grandit à proximité de la Rambla à Barcelone. Elle étudie à l'Institut-Escola de la Generalitat de Catalunya et obtient un diplôme en philosophie à l'Université de Barcelone après-guerre. Elle est enseignante dans les années 1940 et 1950, à l'Institut Albéniz de Badalone et à l'école Isabel de Villena à Barcelone. Elle travaille également comme graveuse sur verre.
Avec son premier roman Necessitem morir (« Nous devons mourir ») publié en 1952, elle est nommée pour la première édition du prix Joanot Martorell (futur prix Sant Jordi) en 1947. Elle remporte le prix l'année suivante avec El cel no és trasparent (« Le ciel n'est pas transparent »). Elle devient plus connue comme romancière avec le succès rencontré par Betúlia, El gust de la pols (« Le goût de la poussière ») et Un lloc entre els morts (« Une place pour la mort »). Ce dernier remporte le prix Sant Jordi en 1968. 
Avec d'autres écrivains, Manuel de Pedrolo, Jordi Sarsanedas i Vives (ca), Joan Perucho i Gutiérrez (ca) et Josep Maria Espinàs, Capmany co-écrit Cita de narradors (« Rendez-vous de narrateurs ») en 1958, qui reçoit le prix Josep Yxart. En 1981, elle reçoit encore le prix Ramon Fuster et, en 1983, le Premi Crítica Serra d'Or de Literatura Infantil i Juvenil avec El malefici de la reina d'Hongria.
Elle est une écrivain catalane des plus polyvalentes qui, en plus des romans, se consacre entre autres à la traduction (notamment de Marcel Proust) et au théâtre.
Elle fonde en 1959 l'École d'art dramatique Adrià Gual avec Ricard Salvat. Elle y exerce comme professeur, actrice et directeur. 
Elle écrit plusieurs essais sur la situation des femmes, en particulier La dona a Catalunya: consciència je situaci (« La femme en Catalogne : sensibilisation et situation ») en 1966. La même année, elle participe à la Caputxinada, un rassemblement contre le dictateur espagnol Franco. Elle consacre aussi plusieurs ouvrages à la culture et la société catalane, comme Pedra de toc (1 et 2), Mala memòria, et Això era i no era.
Elle intervient lors du Míting de la Llibertat le 22 juin 1976, et lors de la fondation du Parti socialiste de Catalogne (en) en novembre 1976.
Elle est l'auteure du message qui accueille les visiteurs du mémorial du Fossar de la Pedrera, situé près du cimetière de Montjuïc, à Barcelone, en hommage aux républicains espagnols fusillés par les franquistes.
Elle est conseillère et responsable de la culture à la mairie de Barcelone, pendant les premières législatures du Parti des socialistes de Catalogne (PSC) à la mairie, et siège à la Députation de Barcelone de 1983 à sa mort le 2 octobre 1991.